# Wanderlust
『Wanderlust』（ワンダーラスト）は、perfect piano lessonの2枚目のフルアルバム。2009年11月21日、under_barから発売。

## 解説
前作「terra incognita」から約1年半ぶり、フルアルバムとしては「modernize.」から約3年ぶりのリリース。
制作にあたって明確な方向性は決まっていなかったが、アンサンブルの面白さを基本としつつも、メロディーと勢いがより強く押し出された開けた作風になったとメンバーは語っている。
タイトルは「旅行熱」や「放浪癖」という意味。個々の曲を一つの物語として、放浪する旅人が見聞してゆく姿を短編集やロードムービーの様に聞いてほしいとの思いから付けられた。
特典には「(leaving this planet on the) Sunday Night」のPVと、「heart & heart」のメイキング映像が収録されたDVDが付属。

## 収録曲
全作詞：Yuichi Shirane（特記以外） 全作曲：perfect piano lesson
1. (leaving this planet on the) Sunday Night - 4:01
作詞：Shirane & Katsuya
白根と勝谷のツインボーカルの曲。白根はアルバムにもう１パンチ欲しいと考えていたところにこの曲ができていけると思ったらしく、一番思い入れがあるかもしれないと語っている。
2. 1,000 miles above - 3:54
アルバムに先駆けて3rdとのスプリットEP「black and orange」に収録された。
白根は「バンド史上最もポップな楽曲」と語っている。[1]
3. Avatar - 2:32
4. Parallels - 3:52
5. Submarine - 6:00
6. 〜a day from Wanderlust〜 - 1:33
アルバムの曲を並べて聴いた時に少し濃過ぎるということで、唯一意図的に作曲された中休み的な楽曲。サンプリングによるイントロから始まるギターの弾き語りで、アルバムの主人公である写真家への憧れを歌っている。
7. Superstar - 2:04
8. Night is calling - 3:10
9. Sugarcubes on the rainy avenue - 4:37
当初は共通のイメージが掴めずにまとまりがなかったが、エンジニアからの「スモーキー」というキーワードをメインリフのイメージとして纏められた。大屋曰くベースラインは「イントロがベン・ハーパー、サビはジャック・ジョンソンぽい」。
10. Daydream undertaker - 4:23
11. Last song - 3:41
12. Endroll - 2:44
13. heart & heart - 2:50
作詞：Shirane, Katsuya & Natsubori
ゲストボーカルとしてtexas pandaaの夏堀と出川が参加している。白根が自宅で4トラック・レコーダーで制作した「PPL的80年代ディスコポップナンバー」で、当初は他二人の反応は微妙だったらしい。

### DVD
1. 「(leaving this planet on the) Sunday Night」PV
2. 「heart&heart」Making movie